# تعلیق (قانون)
تعلیق (انگلیسی: Moratorium) یا تعویق یا توقف موقت یک فعالیت یا یک قانون گفته می‌شود. در یک زمینه حقوقی، ممکن است به تعلیق موقت یک قانون اشاره کند تا امکان اجرای یک چالش قانونی فراهم شود. به عنوان مثال، فعالان حقوق حیوانات و مقامات حفاظت از حیوانات ممکن است برای حفاظت از گونه‌های جانوری در معرض خطر درخواست تعلیق ماهیگیری یا شکار را درخواست کنند که این تاخیرها یا تعلیق‌ها مانع از شکار یا صید حیوانات مورد بحث توسط مردم می‌شود.